# عبد الواحد كرم
عبد الواحد كرم هو كاتب إماراتي ومستشار في وزارة العدل الإماراتية.

## الكتب
| الاسم                                                                    | دار النشر                                                | تاريخ النشر | عدد الصفحات | ردمك ISBN            | المصدر      |
| ------------------------------------------------------------------------ | -------------------------------------------------------- | ----------- | ----------- | -------------------- | ----------- |
| الجوانب القانونية لمكافحة الفساد في العراق                               | دار دجلة ناشرون وموزعون                                  | 2015        | 230         | (ردمك 9789957714277) | [ 2 ]       |
| معجم المصطلحات القانونية شريعة - قانون                                   | دار الكتب القانونية                                      | 2013        | 564         | (ردمك 9789773860000) | [ 3 ] [ 4 ] |
| الأحوال الشخصية في القانون الدولي الخاص الأردني                          | دار المناهج للنشر والتوزيع                               | 1998        | 125         |                      | [ 5 ]       |
| معجم المصطلحات القانونية                                                 | عالم الكتب للطباعة والنشر والتوزيع، مكتبة النهضة العربية | 1987        | 645         |                      | [ 6 ]       |
| قانون العمل في القانون الأردني                                           | دار الثقافة للنشر والتوزيع                               |             |             |                      | [ 7 ]       |
| دليل التشريعات الإتحادية في دولة الإمارات العربية المتحدة                |                                                          | 2007        | 228         |                      | [ 8 ]       |
| أحكام الإلتزام في قانون المعاملات المدنية لدولة الإمارات العربية المتحدة |                                                          | 2001        | 351         |                      | [ 1 ]       |